# Райнгольд Міттерленер
Райнгольд Міттерленер (нім. Reinhold Mitterlehner; нар. 10 грудня 1955, Гельфенберг, Верхня Австрія) — австрійський політик, федеральний міністр економіки, сім'ї та молоді з 2 грудня 2008 року.

## Молодість і освіта
Здобув докторський ступінь у галузі права в Лінцькому університеті (1980). Потім він закінчив аспірантуру з менеджменту в місті Фрібур.

## Кар'єра
З 1980 по 1992 рік працював у Економічній палаті Верхньої Австрії, в тому числі головою відділу маркетингу. З 1992 по 2000 він обіймав посаду генерального секретаря Австрійського економічної ліги у Відні. У 2000 році він був призначений заступником генерального секретаря Палати економіки Австрії, будучи на цій посаді до 2008 року. Крім того, він був місцевим політиком в Агорні з 1991 по 1997 рік. Член Народної партії. Був обраний в австрійський парламент 8 лютого 2000 року. Обраний головою районної організації району Рорбах у травні 2002.
2 грудня 2008 був призначений федеральним міністром економіки, сім'ї та молоді в коаліційному уряді на чолі з прем'єр-міністром Вернером Файманном. У тому ж році він також став віце-президентом Австрійського енергетичного агентства.
Був одним з провідних кандидатів у наступники Йозефа Прелля, який покинув керівництво партії в квітні 2011 року. Пізніше став заступником федерального голови Народної партії, заступником голови Індустріального інституту науки.

## Особисте життя
Міттерленер одружений, має трьох доньок.